# Aleksander Wilkoń
Aleksander Piotr Wilkoń (ur. 23 marca 1935 w Bogucicach k. Wieliczki, zm. 16 marca 2022 w Sosnowcu) – polski językoznawca. Do jego zainteresowań naukowo-badawczych należały: stylistyka, językoznawstwo polskie, filologia słowiańska, dzieje języka polskiego i kulturoznawstwo. Jest autorem artykułów dotyczących polszczyzny Żeromskiego i onomastyki stylistycznej.
Syn Piotra i Karoliny. Jego ojciec był urzędnikiem kolejowym, członkiem Delegatury na Kraj okręgu tarnowskiego Rządu Rzeczypospolitej Polskiej na uchodźstwie i współtwórcą lokalnego ruchu oporu w okresie II wojny światowej. Przyrodnim bratem jego babki był polski wynalazca - samouk, Jan Szczepanik (1872–1926). Miał czworo rodzeństwa: Józefa (grafika, ilustratora książek), Stanisława (doktora nauk medycznych, dyrektora i ordynatora oddziału chorób wewnętrznych w Szpitalu im. Stefana Żeromskiego w Nowej Hucie), Jadwigę (po mężu Michalską; profesora nauk przyrodniczych - botaniki), Marię (inżyniera-chemika w Oświęcimiu) i Ludmiłę (po mężu Smęder; ekonomistkę, zastępcę dyrektora Okręgowego Oddziału Narodowego Banku Polskiego w Krakowie).
Doktoryzował się na podstawie rozprawy z zakresu onomastyki literackiej: Nazewnictwo w twórczości Stefana Żeromskiego. Habilitował się na Uniwersytecie Śląskim. W 1992 r. otrzymał nominację profesorską.
Pracował na uniwersytecie w Nancy (1969–1972), na Sorbonie w Paryżu (1990–1994), w Instituto Universitario Orientale w Neapolu (od 1994 do 2005 roku), w Państwowej Wyższej Szkole Zawodowej w Tarnowie (2007–2018). Od 1980 r. był związany z Uniwersytetem Śląskim w Katowicach, gdzie pełnił kilka funkcji: dziekana Wydziału Filologicznego (1980–1981), kierownika Zakładu Współczesnego Języka Polskiego (1982–1989), dyrektora Instytutu Języka Polskiego (1986–1989).
Był założycielem i redaktorem serii naukowej „Język artystyczny”. Został uhonorowany licznymi nagrodami i odznaczeniami (m.in. Krzyżem Kawalerskim i Krzyżem Oficerskim Orderu Odrodzenia Polski). W 2010 roku otrzymał tytuł Honorowego Profesora Uniwersytetu Śląskiego.
Pochowany w Sosnowcu na cmentarzu parafialnym przy alei Mireckiego.

## Wybrana twórczość
- Nazewnictwo w utworach Stefana Żeromskiego. Wrocław 1970.
- Historia literatury polskiej w zarysie, Warszawa, Państwowe Wydawnictwo Naukowe, 1978
  - Dejiny poľskej literatury. Red. M. Stępień, A. Wilkoń. Tłum. Ján Sedlák. Bratislava 1987, s. 5–26.
- Typologia odmian językowych współczesnej polszczyzny. Wyd. 1. Katowice 1987. Wyd. 2. Katowice 2000.
- Język artystyczny. Studia i szkice. Katowice 1999.
- Spójność i struktura tekstu: wstęp do lingwistyki tekstu. Kraków 2000.
- Trwanie a zmiana w języku. „LingVaria” 2010, nr 2, s. 69–74.
- Tradycja w języku. „Annales Universitatis Paedagogicae Cracoviensis. Studia Linquistica” VI: Dialog z tradycją. Cz. 1. Kraków 2011, s. 5–11.